# Veľké Chlievany
Veľké Chlievany és un poble i municipi d'Eslovàquia que es troba a la regió de Trenčín. La primera menció escrita de la vila es remunta al 1276.

## Demografia
| Godina             | 1994 | 2004    | 2014   | 2024   |
| ------------------ | ---- | ------- | ------ | ------ |
| Nombre de persones | 401  | 450     | 484    | 492    |
| Diferència         |      | +12,21% | +7,55% | +1,65% |

| Godina             | 2023 | 2024  |
| ------------------ | ---- | ----- |
| Nombre de persones | 500  | 492   |
| Diferència         |      | −1,6% |